# Horst Schlechte
Horst Schlechte (* 28. Oktober 1909 in Dresden; † 18. September 1986 ebenda) war ein deutscher Historiker und Archivar.

## Leben
Horst Schlechte wurde als Sohn eines Behördenangestellten in Dresden geboren. 1929 nahm er ein Studium der Geschichte, Germanistik und Anglistik an der Universität Leipzig auf. 1933 wurde er mit einer Arbeit über Erzbischof Bruno von Trier / ein Beitrag zur Geschichte der geistigen Strömungen im Investiturstreit zum Dr. phil. promoviert, welche von Paul Kirn angeregt wurde. Daneben arbeitete er an der Monumenta Germaniae Historica mit. 1937 legte er die archivarische Staatsprüfung ab und nahm seinen Dienst im Hauptstaatsarchiv Dresden auf.
Nach seiner Rückkehr aus französischer Kriegsgefangenschaft 1950 setzte er seinen Dienst am Sächsischen Landeshauptarchiv fort und war dort von 1959 bis 1974 Direktor. Er war seit 1956 in der Redaktion der Archivmitteilungen tätig.

## Veröffentlichungen (Auswahl)
- Erzbischof Bruno von Trier / ein Beitrag zur Geschichte der geistigen Strömungen im Investiturstreit. 1934.
- Die Staatsreform in Kursachsen 1762–1763. Quellen zum kursächs. Rétablissement nach d. Siebenjähr. Kriege. 1958.
- Die Allgemeine deutsche Arbeiterverbruederung 1848–1850 / Dokumente des Zentralkomitees für die deutschen Arbeiter in Leipzig. 1979.